# Agrotis lytaea
Agrotis lytaea là một loài bướm đêm trong họ Noctuidae.